# شكاء
الشكاء هو هشاشة وتشقق في أظفار الكف أو القدم التي قد تنجم من قصور الغدة الدرقية أو فقر الدم أو فقدان الشهية العصابي أو النهام العصبي أو بعد العلاج بالريتينويد بالفم. :786ويمكن رؤيته في سرطان الجلد أيضًا الذي يشمل التهاب الظفر الفطري.